# Carl Braun (läkare)
Carl Braun, Ritter von Fernwald, född i Zistersdorf vid Wien 1822, död 1891, var en österrikisk läkare.
Braun blev medicine doktor i Wien 1847, professor i barnförlossningskonst i Trient 1853 och professor i samma ämne i Wien 1856. Han blev samtidigt chef för den första gynekologiska universitetskliniken i staden. Han upphöjdes 1872 i adligt stånd.